# Spetshörnad barkskinnbagge
Spetshörnad barkskinnbagge (Aradus angularis) är en insektsart som beskrevs av J. Sahlberg 1886. Spetshörnad barkskinnbagge ingår i släktet Aradus, och familjen barkskinnbaggar. Enligt den finländska rödlistan är arten sårbar i Finland. Enligt den svenska rödlistan är arten sårbar i Sverige. Arten förekommer i Övre Norrland. Artens livsmiljö är skogsbrandfält och andra naturliga tidiga succesionsstadier.